# 牧羊杖

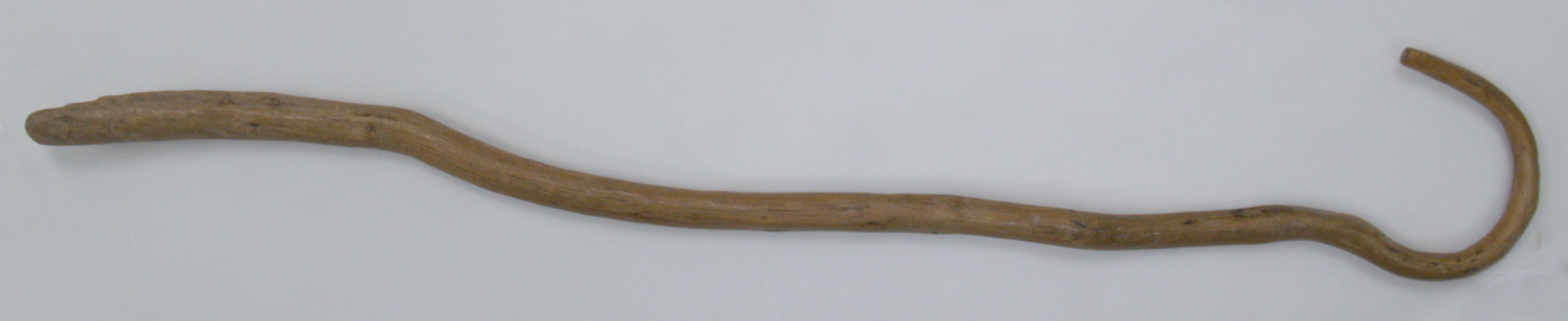
牧羊杖

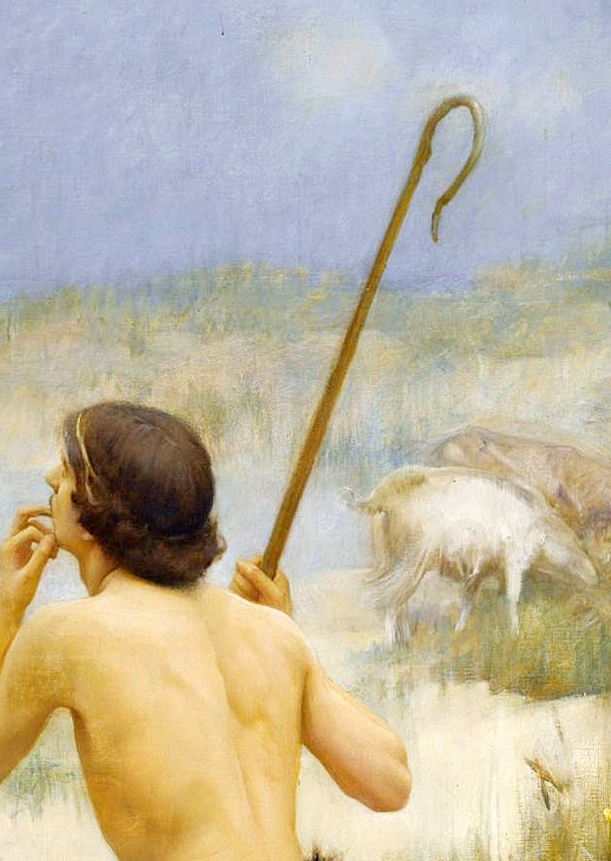
牧羊杖

牧羊杖也稱為彎杖，是長直、一端彎曲的杖，是牧羊人用來管理羊群的工具，有時也會用牧羊杖抓羊。牧羊人也會用棒法抵抗捕食者。當在野外行走時，牧羊杖也可以幫助牧羊人平衡。牧羊人在尋找迷失的羊，或是找潛在的捕食者時，也會用牧羊杖翻開牧羊道路邊緣，茂密的灌木叢。

## 符號用途
牧羊杖上的彎鈎可以勾起掉到較低處動物的頸部或腿部，將其拉上來。因此，牧羊杖在宗教上也有照顧牧養的意涵，像主教的牧杖也是類似意思。
醫學上用shepherd's crook來表示其高位起行且彎曲的右冠狀動脈，盛行率約5%，會造成血管成形術的問題。
閃米特字母表的Lamedh是起源於牧羊杖，後來衍生出拉丁文字L。
古希臘將牧羊杖稱為、和，在古希臘的藝術品中，牧神潘神手上常有牧羊杖，也是喜劇繆思塔利亚的標誌。
牧羊杖的符號常和連枷一起出現，彎杖和連枷是法及權威的象徵符號，彎杖代表王權，連枷象徵土地的肥沃。

## 圖集

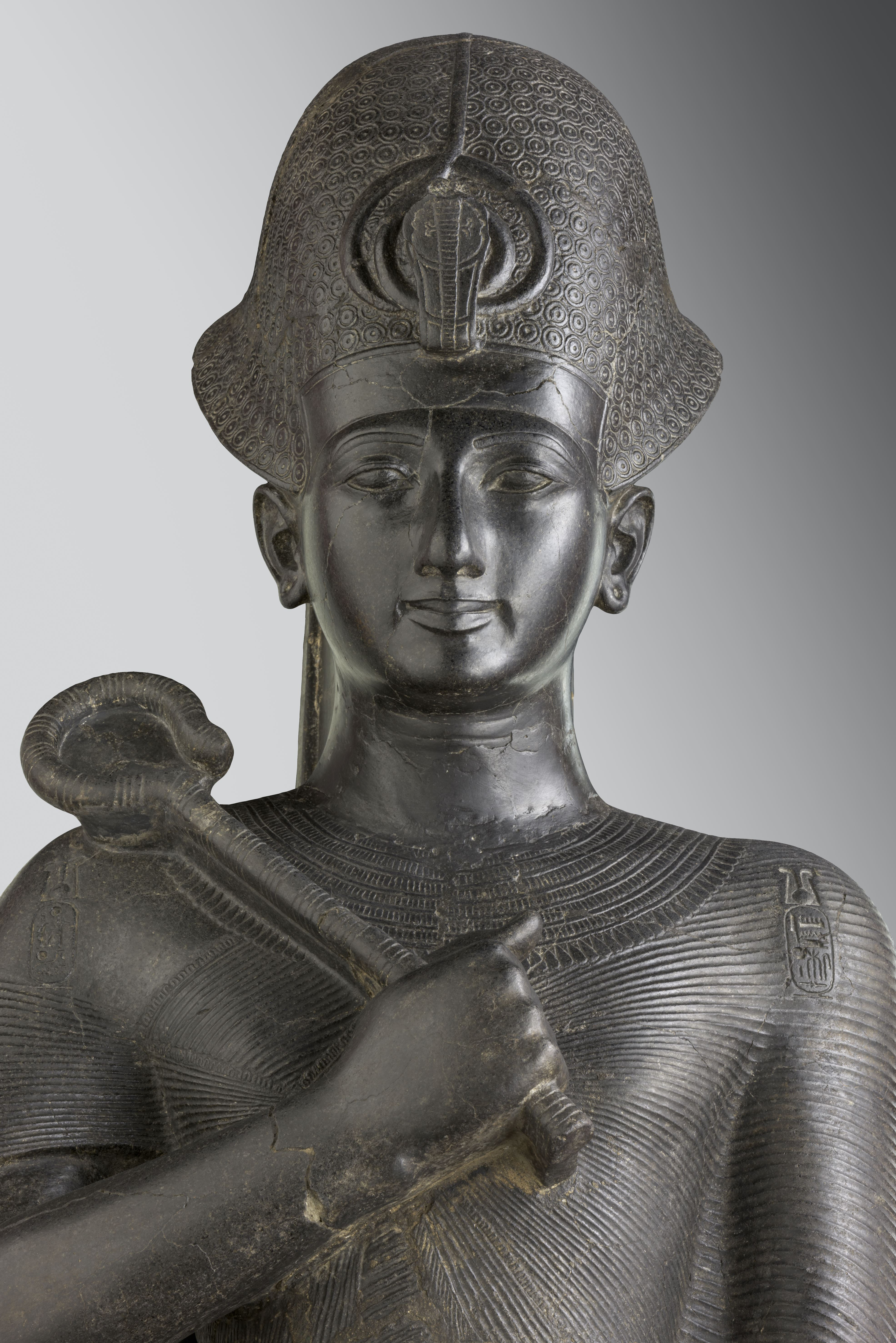
拉美西斯二世雕像，配合著象徵王權的彎杖，保存在都灵的埃及博物馆。
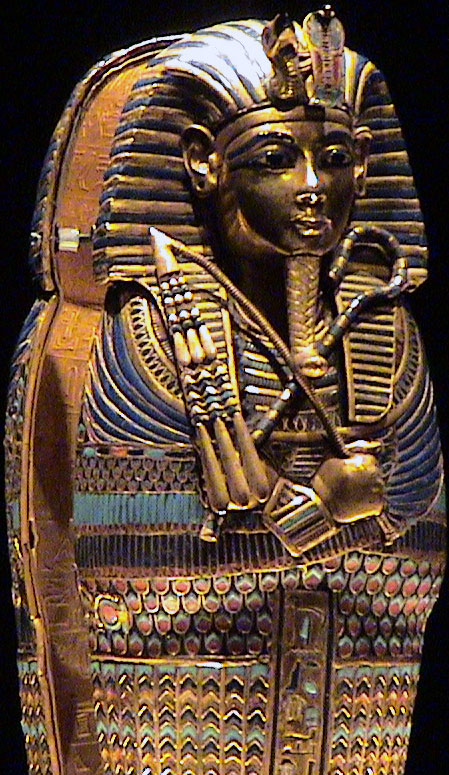
图坦卡蒙棺木上的彎杖和連枷（英语：Crook and flail）